# Garritornis isidorei
Il garrulo papua o garrulo della Nuova Guinea (Garritornis isidorei (Lesson, 1827)) è un uccello passeriforme della famiglia dei Pomatostomidae, nell'ambito della quale rappresenta l'unica specie ascritta al genere Garritornis Iredale, 1956.

## Etimologia
Il nome scientifico del genere, Garritornis, deriva dall'unione della parola tardo-latina garritus ("loquace") con quella greca ορνις (ornis, "uccello"), col significato di "uccello loquace", in riferimento alla loro chiassosità: il nome della specie, isidorei, rappresenta un omaggio a Isidore Geoffroy Saint-Hilaire.

## Descrizione

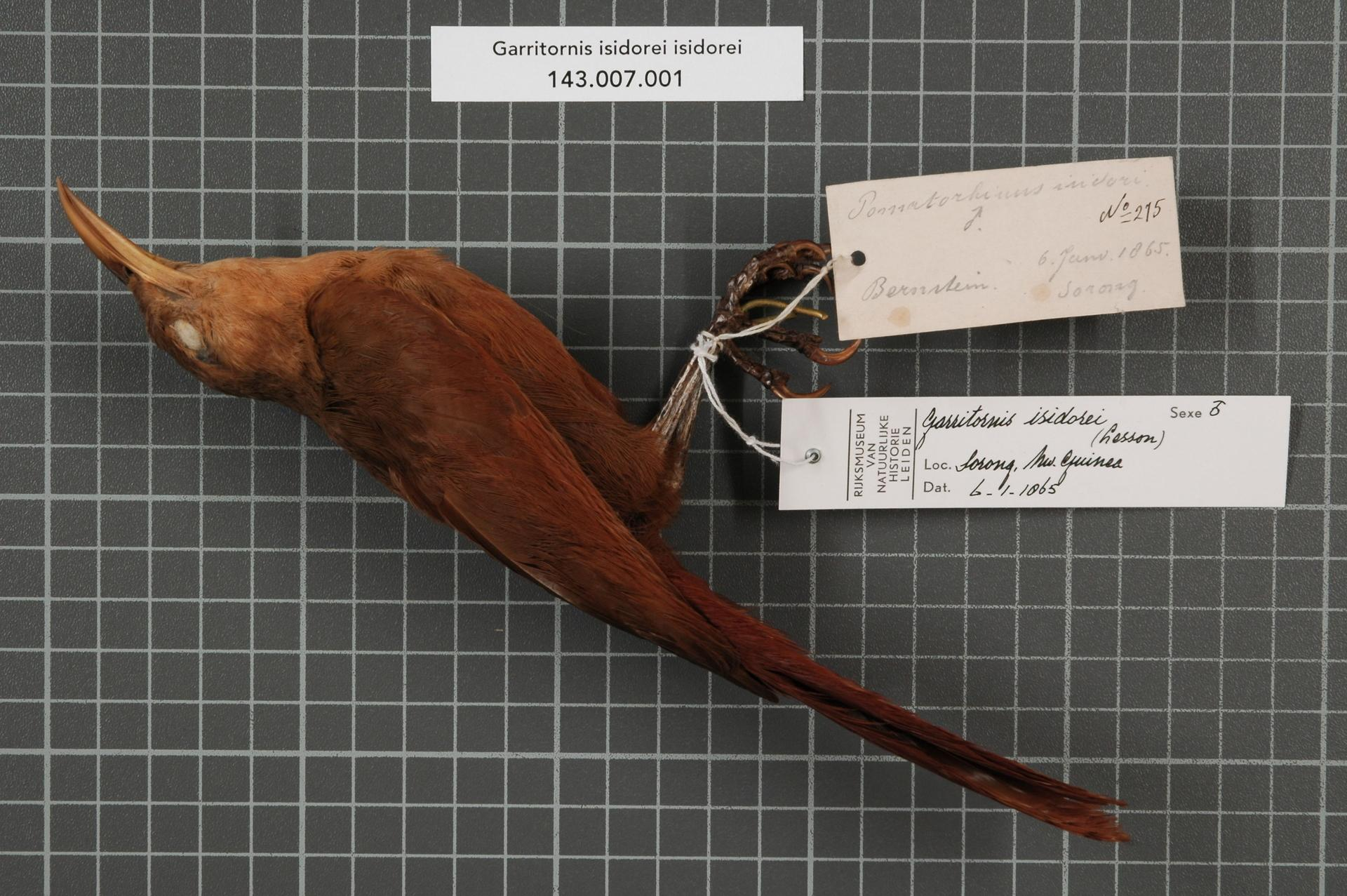
Maschio impagliato.

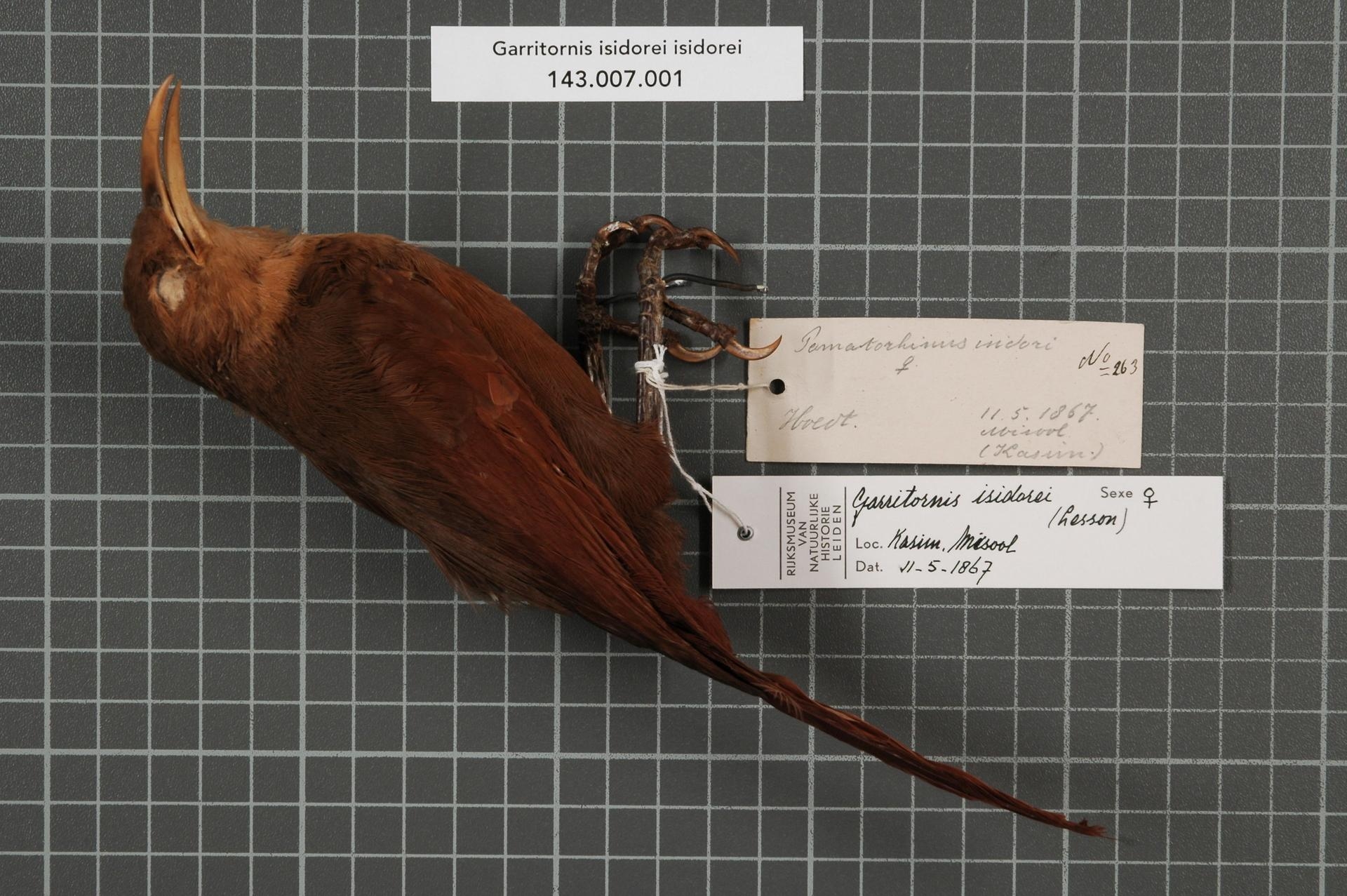
Femmina impagliata.

### Dimensioni
Misura 25 cm di lunghezza, per 30-47 g di peso.

### Aspetto
Si tratta di uccelli dall'aspetto robusto, con testa arrotondata che sembra incassata direttamente nel torso, becco sottile e appuntito piuttosto allungato e lievemente ricurvo verso il basso, zampe forti e allungate anch'esse, così come la coda, a forma di cuneo, che viene solitamente portata dritta perpendicolarmente al corpo: le ali sono piuttosto corte e di forma arrotondata.
Il piumaggio è identico nei due sessi: fronte, vertice, nuca, dorso, ali e coda sono di color bruno-rosso, con tendenza ad assumere sfumature ancor più rosse sulle remiganti, mentre il sopracciglio, la faccia (gola e guance) ed i lati del collo sono di color bruno-arancio, mentre il petto ed il ventre, nonché il sottocoda, sono di color vinaccia, con sfumature bruno-grigiastre sulle penne delle zampe e sui fianchi.
Il becco è di color giallo-arancio con area basale superiore fino alle narici di colore nerastro, mentre le zampe sono nerastre e gli occhi sono di colore bruno scuro, con cerchio perioculare nudo e di colore nerastro.

## Biologia
Il garrulo papua è un uccello diurno e piuttosto sociale, che vive in gruppi che possono contare anche fino a una ventina d'individui, generalmente a base familiare (una coppia riproduttrice con giovani di più nidiate): questi animali presentano abitudini di vita perlopiù terricole, muovendosi al suolo o fra i rami bassi alla ricerca di cibo, ed alzandosi in volo solo in rare occasioni e per brevi tratti (peraltro dando prova di essere volatori piuttosto mediocri).
Questi uccelli sono noti per la loro vocalità: i vari membri del gruppo si tengono in costante contatto vocale fra loro mediante una serie di richiami che spaziano da veloci suoni ronzanti emessi quasi in continuazione a versi fischianti o gracchianti di richiamo su distanza più lunga, mentre i richiami d'allarme sono costituiti da fischi con tonalità ascendente.

### Alimentazione
La dieta di questi uccelli è poco conosciuta, tuttavia si ritiene che essi con buona probabilità siano principalmente insettivori e si nutrano dei piccoli animali reperiti al suolo fra i detriti.

### Riproduzione
La stagione degli amori cade durante la fase finale della stagione delle piogge e continua fino al culmine della stagione secca: si tratta di uccelli monogami.
Il nido è piriforme e pendente, costruito dai vari membri del gruppo con fibre vegetali e muschio: esso consta di una camera di cova interna foderata di materiale vegetale più soffice, collegata all'esterno da una balleria circolare rivolta verso il basso. Al suo interno la femmina depone 1-3 uova, che cova in collaborazione con le altre femmine del gruppo, mentre i maschi si occupano di reperire il cibo e di tenere d'occhio i dintorni: mancano dati sulla durata della cova e delle cure parentali, tuttavia si ha motivo di supporre che esse non differiscano in maniera significativa da quanto osservabile fra gli altri pomatostomidi.

## Distribuzione e habitat
Come intuibile dal nome comune, il garrulo papua è endemico della Nuova Guinea, della quale abita praticamente tutta la superficie pianeggiante e pedemontana, risultando assente dalle aree montuose dell'interno e del nord-est, nonché dal Yos Sudarso, mentre è possibile osservare questi uccelli sulle vicine isole di Waigeo e Misool.

Questi uccelli sembrano tendenti a muoversi a cadenza periodica attraverso una rotazione di territori fra i vari gruppi, tuttavia mancano dati ulteriori a supportare tale tesi.
L'habitat di questi uccelli è rappresentato dalla foresta pluviale e dalla foresta monsonica, sia primarie che secondarie, purché con presenza di denso sottobosco dove cercare il cibo: essi abitano inoltre la foresta a galleria.

## Tassonomia
In passato la specie veniva ascritta al genere Pomatostomus assieme ai garruli australiani, col nome di P. isidore: tuttavia, le differenze morfologiche e genetiche fra i due gruppi sono tali da aver spinto la comunità scientifica ad appoggiare la scissione della specie ed il suo posizionamento in un genere monotipico separato.
Alcuni autori riconoscerebbero una sottospecie calidus comprendente le popolazioni della fascia settentrionale neoguineana ad est della baia di Cenderawasih: la specie viene tuttavia generalmente trattata come monotipica.